# XV secolo
Il XV secolo (quindicesimo secolo), detto anche Quattrocento o '400, è il secolo che inizia nell'anno 1401 e termina nell'anno 1500 incluso.

## Avvenimenti
Secolo che sancisce il passaggio dal Medioevo al Rinascimento attraverso l'Umanesimo. La caduta dell'impero bizantino è anticipata dalle crescenti difficoltà commerciali nel passaggio tra Occidente e Oriente. Già da due secoli le imprese genovesi cercavano una via alternativa a quella delle spezie per arrivare alle Indie. Il blocco dell'impero ottomano non dava più libero accesso alla storica via.
La scoperta delle Americhe diede un nuovo slancio al commercio europeo verso il nuovo continente. La Chiesa romana perse interesse nel riconquistare la Terra santa e si limitò a presidiarla. Un nuovo mondo stava per essere scoperto, colonizzato dalle potenze europee ed evangelizzato dal cristianesimo.

### Europa
- 1414-1418: Concilio di Costanza, convocato per porre termine allo Scisma d'Occidente.
- 1415: viene condannato e arso al rogo il teologo boemo Jan Hus per le sue idee considerate eretiche.
- 22 agosto 1415: conquista di Ceuta, nella battaglia di Ceuta: segna l'inizio dell'impero portoghese, il primo e glorioso impero coloniale della storia (durerà fino al 1999).
- 25 ottobre 1415: Battaglia di Azincourt – Gli arcieri di Enrico V d'Inghilterra sconfiggono la cavalleria francese. Enrico V riconquista la Normandia.
- 1416: viene arso al rogo per eresia il teologo e riformatore ceco Girolamo da Praga (c.1370-1416).
- 30 luglio 1419: prima defenestrazione di Praga e conseguenti guerre Hussite.
- 1420-1434: guerre Hussite, condotte dal leader hussita Jan Žižka.
- 1429-1431: durante la Guerra dei cent'anni, epiche gesta dell'eroina francese Giovanna d'Arco e sua morte sul rogo (1431).
- 1444-1482: è l'epoca di Federico da Montefeltro (1422-1482), duca di Urbino, mecenate e signore rinascimentale.
- 1445: nella Battaglia di Prizren l'eroe albanese Scanderbeg libera il Kosovo dall'invasione ottomana.
- 1453: fine della guerra dei cent'anni, vittoria francese.
- 1453: Caduta di Costantinopoli. conquistata dai Turchi Ottomani, fine dell'impero bizantino.
- 1453: con la Caduta di Costantinopoli cessa di esistere anche l'Università di Costantinopoli, celebre istituzione culturale dell'Impero Bizantino.
- 1453: Caduta di Costantinopoli e conseguente emigrazione della cultura greca classica in Europa. Inizia l'Umanesimo.
- 1454: Pace di Lodi.
- 1455-1485: guerra delle due rose in Inghilterra.
- 1461: fine dell'Impero di Trebisonda.
- 1492: fine della Reconquista spagnola; Unificazione della Spagna.
- 12 ottobre 1492: scoperta dell'America da parte di Cristoforo Colombo: è celebrata in Spagna con la Festa nazionale spagnola.
- 1492: morte di Lorenzo de' Medici, fine della pace in Italia stipulata con la pace di Lodi.
- 1492: viene istituita a Roma la confraternita di Santa Maria dell'Orto - poi arciconfraternita. nel 1588 - ancora esistente: è il più antico Sodalizio del genere nella capitale.
- 1494: Trattato di Tordesillas, Spagna e Portogallo si dividono i territori appena scoperti in America.
- 1497: Guerra polacco-moldava.
- In Portogallo è l'era delle grandi scoperte geografiche, incoraggiate soprattutto dal principe portoghese Enrico il Navigatore.
- In Ungheria epoca di splendore culturale sotto re Mattia Corvino (1458-1490).
- In Moldova si afferma la figura del sovrano moldavo Ștefan III cel Mare, Voivoda di Moldavia (1457-1504), in lunga lotta contro i Turchi.
- In Albania si afferma la figura eroica del condottiero albanese Scanderbeg (Skenderbeu) (1405-1468).
- Verso la fine del XV secolo inizia a diffondersi la caccia alle streghe.

### Asia
- La Cina viene liberata dai Mongoli dal generale e imperatore Hongwu, fondatore della solida e potente dinastia Ming, che prende il potere ed espande la sua influenza su un vastissimo territorio.
- Il Vietnam del Sud viene largamente influenzato dalla cultura cinese.

### Istituzione di nuovi stati
- 1465: viene fondato il Khanato di Kazach, Stato sovrano kazako, da Kerei Khan e Janibek Khan.
- 19 ottobre 1469: Unificazione della Spagna, in seguito al matrimonio tra Isabella di Castiglia e Ferdinando II d'Aragona.
- 1469: viene fondato il Regno di Kandy (attuale Sri Lanka), con Senasammata Vikramabahu.

### Istituzioni del XV secolo
- 26 maggio 1445: con le Compagnie d'ordonnance, la prima istituzione militare permanente [2] viene creato da Carlo VII l'Armée de terre (esercito francese)

## Personaggi significativi
- Raffaello Sanzio, (Urbino, 1483 - Roma, 1520), pittore e architetto italiano.
- Cristoforo Colombo, (Genova, 1451 - Valladolid, 1506), navigatore italiano.
- Niccolò Machiavelli, (Firenze, 1469 - 1527), scrittore italiano.
- Vasco da Gama (Sines, 1469 - Kochi, 1524), navigatore portoghese, definito l'Ammiraglio dell'Oceano Indiano.
- Enrico, duca di Viseu (Porto, 1394 - Sagres, 1460), fondatore dell'era delle grandi scoperte e dell'impero portoghese.
- Giovanna d'Arco (Domrémy-la-Pucelle, 1412 - Rouen, 1431), eroina francese, detta la Pulzella d'Orleans.
- Giorgio Castriota Scanderbeg (1405-1468), eroe nazionale albanese, in lotta contro l'impero ottomano.
- Cosimo de' Medici, (1389-1464) politico italiano, primo signore di Firenze.
- Lorenzo de' Medici (1449-1492), mecenate, dotto e signore di Firenze, detto Lorenzo il Magnifico.
- Filippo Brunelleschi (1377-1446), architetto e scultore italiano, che operò soprattutto a Firenze.
- Leonardo da Vinci (1452-1519), artista e scienziato italiano, tra i più rappresentativi del XV secolo.
- Marsilio Ficino (1433-1499), umanista italiano, traduttore in latino delle opere di Platone.
- Antonello da Messina (c.1429-1479), pittore italiano, autore del famoso dipinto Annunciata di Palermo (c.1476).
- Antonio del Pollaiolo (c.1433-1498), pittore italiano: fiorentino, fu anche scultore e orefice tra i maggiori del '400.
- Andrea Mantegna (c.1431-1506), pittore di scuola veneta.
- Ghirlandaio (1449-1494), pittore italiano del Rinascimento fiorentino.
- Pinturicchio (c.1452-1513), pittore italiano, esponente della Scuola umbra del secondo '400.
- Girolamo Savonarola (1452-1498), predicatore rigorista che denunciò la corruzione dei costumi.
- Johann Gutenberg (c.1400-1468), tipografo tedesco, inventore della stampa a caratteri mobili (1455).
- Nicola Cusano (1401-1464), umanista e teologo tedesco, tra i maggiori del suo tempo.
- Costantino XI Paleologo, ultimo imperatore bizantino (1449-1453), morì combattendo i turchi ottomani nell'ultimo atto della caduta di Costantinopoli.
- Ludovico Podocataro (1429-1504), cardinale e arcivescovo cipriota, segretario e medico personale di Rodrigo Borgia, poi papa Alessandro VI.
- Piero della Francesca (1416/17-1492), pittore italiano.
- Donatello (1386-1466), scultore italiano del Rinascimento, tra suoi capolavori la scultura in bronzo David (c.1440).
- Masaccio (1401-1428), pittore italiano, pioniere dell'arte rinascimentale, celebre l'affresco Trinità (1426-1428).
- Isabella I di Castiglia e Ferdinando II d'Aragona, re cattolici finanziatori del progetto di Colombo.
- Vlad III Dracula (1431-1476/77), principe rumeno.
- Barbara di Cilli (1392-1451), Sacra Romana Imperatrice, Regina d'Ungheria e Boemia.
- Federico da Montefeltro (1422-1482), duca di Urbino.
- Ercole I d'Este (1431-1505), duca di Ferrara.
- Bonifazio di Andrea, politico sammarinese, celebre Capitano Reggente della Repubblica di San Marino dal 1496 al 1497, e dal 1499 al 1500.
- Ludovico il Moro (1452-1508), signore di Milano.
- Giovanni II del Portogallo, tredicesimo re del Portogallo
- Vitoldo (Vytautas Didysis) (1352-1430), il più grande sovrano lituano del medioevo, Granduca di Lituania dal 1401.
- Sandro Botticelli (Firenze, 1º marzo 1445– Firenze, 17 maggio 1510), pittore italiano del primo. rinascimento, celebre il dipinto la Primavera (c.1482).
- Michelangelo Buonarroti (1475-1564), scultore, pittore e poeta italiano, autore tra l'altro della Pietà vaticana tra il 1497 e il 1499.

## Invenzioni e innovazioni
- 1441: Albero di Natale [3]: secondo la tradizione l'albero di Natale nacque a Tallinn, in Estonia.
- 1474: Viene approvata dal Senato veneziano la prima legge sui brevetti. [4]

## La nascita della lotteria
- 1441: a Bruges, in Belgio, nasce il primo gioco della lotteria moderna. [5].
- 9 gennaio 1449: Milano, Piazza Sant'Ambrogio: prima edizione della lotteria in Italia[6]

## Cultura

### Arte
- Il Rinascimento fiorentino nel XV secolo: Beato Angelico (c.1395-1455), Filippo Lippi (1406-1469), Andrea del Castagno (1421-1457)
- Il Rinascimento fiorentino: Brunelleschi (1377-1446), Donatello (1386-1466), Masaccio (1401-1428), Andrea del Verrocchio (1435-1488), Domenico Ghirlandaio (1448-1494)
- Il Rinascimento italiano trova un importante esponente in Piero della Francesca (c.1412-1492)
- Il Rinascimento siciliano: Antonello da Messina (c.1430-1479)
- Il Rinascimento veneto: Andrea Mantegna (1431-1506)
- il Rinascimento veneziano nella seconda metà del XV secolo: Vittore Carpaccio (c.1465-1525/1526)
- L'arte del Rinascimento italiano trova importanti esponenti in Leon Battista Alberti (1404-1472) e Luca Signorelli (c.1445-1523)
- Leon Battista Alberti scrive il De pictura (1435), (sulla pittura), il De statua (1450), (sulla scultura), e il De re aedificatoria (1452) (sull' architettura)
- Il Rinascimento umbro tra il XV e il XVI secolo: Perugino (c.1448-1523) e Pinturicchio (c.1452-1513)
- La scultura rinascimentale in Italia: Lorenzo Ghiberti (1378-1455)
- L'iconografia russa: Andrej Rublëv (1360-1430)
- La pittura fiamminga nel XV secolo: Jan van Eyck (c.1390-1441)
- l'arte pittorica nel movimento dei Primitivi fiamminghi: Hieronymus Bosch (1453-1516)
- Il Primo rinascimento in Francia: Jean Fouquet (c.1415-1481)
- verso la metà del XV secolo nasce la Biblioteca Malatestiana di Cesena, esempio di biblioteca monastica dell'età umanistica
- Scoperta accidentale delle rovine della Domus Aurea a Roma, e dei suoi affreschi. La pittura rinascimentale ne viene profondamente influenzata
- In via Bufalini a Firenze c'era un antico cimitero, la cui parete di fronte all'ingresso fu affrescata nel 1501 da Mariotto Albertinelli e da Fra Bartolomeo (Giudizio Universale)
- c.1440: viene realizzata la celebre scultura in bronzo del David di Donatello
- 1498: viene ultimato il celebre dipinto l'Ultima Cena di Leonardo da Vinci

### La nascita di nuove città
- 1459: la prima menzione su fonti scritte di Bucarest, come residenza del Voivoda di Valacchia Vlad Ţepeş
- 1492: viene fondata la città di Ajaccio, in Corsica

### Archeologia
- Si afferma la figura di Ciriaco d'Ancona, il padre fondatore dell'archeologia [7]

### Musica
- La Scuola franco-fiamminga e l'avvio della musica rinascimentale: Guillaume Dufay (c.1397-1474)
- Affermazione della Scuola franco-fiamminga: Gilles Binchois (c.1400-1460), Antoine Busnois (1430-1492), Johannes Ockeghem (1430-1495),Jacob Obrecht (c.1457-1505)
- La scuola franco-fiamminga tra il XV e il XVI secolo: Heinrich Isaac (1450-1517), Josquin Desprez (c.1450-1421), Pierre de La Rue (1452-1518)

### Letteratura
- La poesia umanistica in Francia si afferma nell'opera del poeta François Villon (1431-1463), il maggiore poeta francese del XV sec.
- La poesia umanistica ungherese si afferma con il celebre poeta Janus Pannonius (1434-1472)
- Stesura del manoscritto Voynich tra il 1404 e il 1438
- 9 ottobre 1446: viene istituito l'Hangŭl, l'alfabeto della lingua coreana, dal sovrano coreano Sejong il Grande

### Filosofia
- 1462: nasce l'Accademia neoplatonica, il cui fondatore fu Marsilio Ficino, padre del neoplatonismo rinascimentale
- affermazione del neoplatonismo rinascimentale italiano: Giovanni Pico della Mirandola
- Il neoplatonismo rinascimentale in Europa: Nicola Cusano

#### I maggiori testi filosofici del XV secolo
- 1440: De docta ignorantia di Nicola Cusano
- 1482: Theologia platonica di Marsilio Ficino
- 1486: Oratio de hominis dignitate, ritenuto il Manifesto del Rinascimento italiano, di Giovanni Pico della Mirandola

### Religione
- A questo secolo risalirebbe la commemorazione liturgica dello Sposalizio di Marie e Giuseppe[8]
- Il pensiero religioso del riformatore boemo Jan Hus autore del De ecclesia (1413)
- 1457: viene introdotta da Papa Callisto III la festa della Trasfigurazione
- 1479: viene deciso da Papa Sisto IV di inserire la festa del papà nel calendario romano [9]

### Università nel XV secolo
- 1404: viene istituita l'Università degli Studi di Torino, tra le più rinomate d'Italia
- 1425: viene istituita dal principe Giovanni IV di Brabante l'Università di Lovanio, la più antica università del Belgio, attiva fino al 1797
- 19 ottobre 1434: viene fondata da Alfonso V d'Aragona l'Università di Catania, la più antica università della Sicilia
- 1453: viene fondata dal sultano Maometto II l'Università di Istanbul, la più antica della Turchia
- 1460: viene fondata da Papa Pio II l'Università di Basilea, la più antica università elvetica
- 1467: viene fondata da Papa Paolo II l'Università Istropolitana, di Pressburg (odierna Bratislava) (fino al 1490), la più antica università slovacca
- 1477: viene fondata l'Università di Uppsala, in Svezia: la più antica università scandinava
- 1479: viene istituita da re Cristiano I di Danimarca l'Università di Copenaghen, la più antica università danese
- 1481: viene fondata l'Università degli Studi di Genova

## Scienza

### Matematica
- 1478: Treviso: Larte de labbacho, di autore ignoto, primo libro di aritmetica stampato al mondo [10]
- 1494: viene pubblicata la celebre Summa de arithmetica del matematico italiano Luca Pacioli

### Astronomia
- 1410: viene costruito l'orologio astronomico di Praga
- 1492: viene realizzato l'Erdapfel, ovvero il primo mappamondo terrestre, dall'astronomo tedesco Martin Behaim

### Astrologia
- c. 1470: De Sphaera di Cristoforo de Predis

### Scoperte e esplorazioni
- 1419: Viene scoperto l'arcipelago di Madera, dai portoghesi Tristão Vaz Teixeira e João Gonçalves Zarco
- 1487-1488: viene raggiunto e doppiato per la prima volta il Capo di Buona Speranza (nuova rotta per le Indie) dal navigatore portoghese Bartolomeo Diaz
- 12 ottobre 1492: Cristoforo Colombo sbarca sulle coste di Cuba. Viene così scoperta l'America
- 19 novembre 1492: viene scoperta Porto Rico dal navigatore genovese Cristoforo Colombo durante il suo secondo viaggio
- 24 giugno 1497: scoperta del Canada: il navigatore italiano Giovanni Caboto sbarca lungo le coste canadesi
- 1498: sbarco di Vasco da Gama a Calicut, in India, attraverso la prima circumnavigazione dell'Africa
- 1498: sbarco di Cristoforo Colombo sulle coste del Venezuela ed esplorazioni del navigatore italiano Amerigo Vespucci

## Economia

### La nascita di nuove banche
- 1407: viene fondato a Genova il Banco di San Giorgio, considerata la prima banca pubblica moderna, attiva fino al 1805 (e poi dal 1987 al 2012)
- 1472: nasce in Italia, a Siena, la Banca Monte dei Paschi di Siena, considerata la più antica banca al mondo ancora in attività

## Tecnologia e innovazioni

### L'invenzione della stampa e la sua diffusione
- 1454: viene stampata la Bibbia di Gutenberg, il primo libro stampato in Europa con la tecnica dei caratteri mobili
- 1455: nasce la stampa a caratteri mobili, grazie al tipografo tedesco Johannes Gutenberg
- 1465: due tipografi Arnold Pannartz, ceco, e Conrad di Schweinheim, tedesco, introducono la stampa in Italia, con il De oratore di Cicerone
- 1465: a Subiaco viene stampato il De oratore di Cicerone: il primo libro stampato in Italia
- 1470: introduzione della stampa a caratteri mobili in Francia da parte di Jean Heynlin
- 1476: introduzione della stampa in Gran Bretagna, grazie a William Caxton, considerato il primo tipografo inglese
- 1477: nasce la Bibbia di Delft: primo libro stampato in Olanda
- 1488: viene stampata la prima Bibbia completa in ebraico dai tipografi italiani Soncino
- 1488: Primo libro stampato per la Finlandia, Missale Aboense
- 1494-1515: Edizioni aldine [cfr. aldina], del celebre tipografo ed editore italiano Aldo Manuzio

## Altri progetti

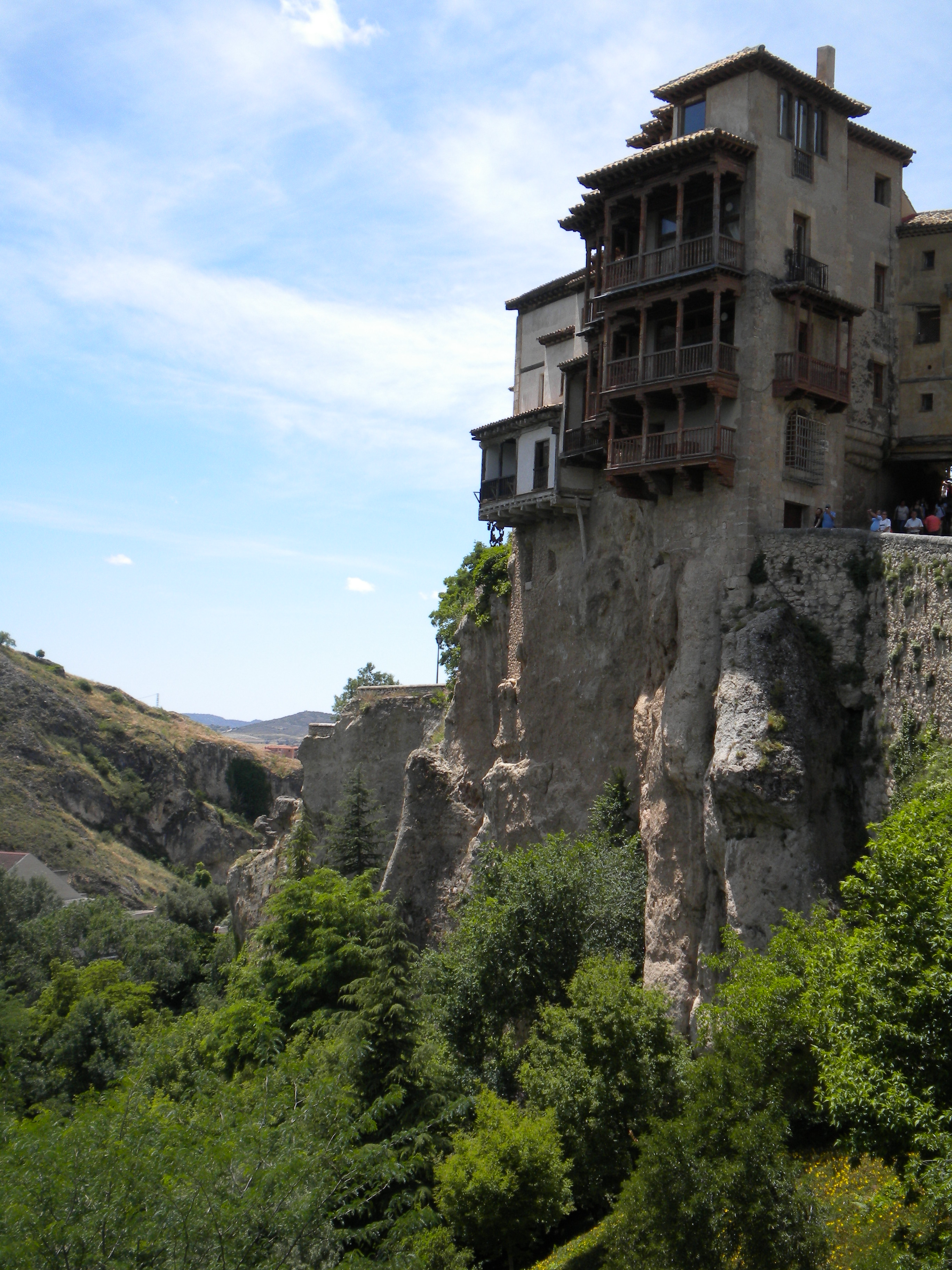
Case Sospese, Cuenca, XV secolo.